# Mário Travassos
Mário Travassos ComTE (Rio de Janeiro, 20 de janeiro de 1891 — Rio de Janeiro, 20 de julho de 1973) foi um marechal brasileiro.

## Biografia
Era filho do General Silvestre Rodrigues da Silva Travassos e da senhora Maria José de Araújo Travassos, tendo se casado, em 1912, com Felismina Duarte de Oliveira Travassos.
Ingressou na Escola Militar de Porto Alegre em 1908, sendo declarado aspirante a oficial em 2 de janeiro de 1911. Foi promovido a segundo tenente em 1915 e participou da Guerra do Contestado. Em 1920, ascendeu ao posto de primeiro tenente e, em 1925, a capitão.
Seria ainda promovido a major em 1925, a tenente-coronel em 1933 e a coronel em 1941. Foi comandante do 8º Batalhão de Caçadores em São Leopoldo. Serviu no Estado-Maior do Exército em 1940 e foi instrutor da Escola de Estado-Maior em 1941.
Em 1942 e 1943, comandou a Escola Preparatória de Cadetes do Ceará. Juntamente com o General José Pessoa, criou a Escola que seria a Academia Militar de Agulhas Negras.
Comandou a Escola Militar do Realengo entre 9 de janeiro de 1943 e 28 de fevereiro de 1944. Em seguida, foi para Resende instalar o primeiro ano na nova Escola Militar de Resende, que comandou de 1 de março de 1944 até 27 de dezembro de 1945.
Em 1946, foi promovido a general de brigada. Em 1947, foi comandante da 5.ª Região Militar, em Curitiba. Foi ainda Comandante do CAER em 1948 e Diretor de Ensino do Exército, onde realizou vários simpósios e seminários para reforma total do ensino na Força Terrestre. Em 1951, ascendeu a general de divisão e, em 1952, a general de exército. Foi transferido para a reserva e posteriormente  promovido a marechal.
Também participou da comissão que demarcou Brasília, juntamente com o Marechal José Pessoa.
Foi autor de Projeção Continental do Brasil, um dos primeiros estudos sobre geopolítica feitos no Brasil.
Foi também o primeiro presidente da Sociedade Pró-Livro-Espírita em Braille (SPLEB).
Em 5 de setembro de 1945 foi feito Comendador da Ordem Militar da Torre e Espada, do Valor, Lealdade e Mérito de Portugal, sendo então Coronel.

## Pensamento geopolítico
Mário Travassos  é considerado um dos principais pensadores da Geopolítica do Brasil, compondo um círculo  seleto de autores coo Everardo Backheuser (1879-1951), Lysias Augusto Rodrigues (1896-1957), Golbery do Couto e Silva (1911-1987), Therezinha de Castro (1930-2000) e Carlos de Meira Mattos (1913-2007). Esse circulo de intelectuais compõe, em linhas gerais, o cerne do pensamento geopolítico das forças armadas brasileiras, sendo Mário Travassos um pioneiro neste campo.
Travassos tem sua concepção geopolítica desenvolvida no livro Aspectos geográficos sul-americanos (1931), que teve as suas novas edições lançadas com o título Projeção continental do Brasil a partir de 1935. Interpretado pelos especialistas como o seu magnum opus, Projeção continental do Brasil foi complementado no ano de 1942 pelo livro Introdução à geografia das comunicações brasileiras.
No trabalho de 1931, o autor avalia as possibilidades estratégicas para o desenvolvimento territorial do Brasil, cujo corolário seria o aperfeiçoamento da projeção do Estado brasileiro para a América do Sul. Tal melhoria deveria acontecer no sentido de mitigar a influência argentina sobre o Uruguai, o Paraguai e a Bolívia que deveriam passar a compor a esfera de influência brasileira. Travassos também percebe com preocupação a influência territorial que os EUA exercem na bacia do Rio Amazonas a partir de suas bases avançadas na América Insular. As referências elogiosas feita pelo autor aos mexicanos por conta de sua resistência ao expansionismo estadunidense na guerra de 1846 e as preocupações referentes ao imperialismo estadunidense põem Travassos como um autor anti-EUA.
No livro de 1942, Travassos considera o problema da integração nacional e analisa as características morfológicas do território brasileiro e as opções para um plano de viação nacional cuja missão seria integrar o território nacional, com consequente fortalecimento do poder nacional brasileiro.
Muito influenciado pela filosofia positivista, Travassos foi um dos principais nomes de uma geração de militares brasileiros preocupados com o desenvolvimento nacional e que viram na industrialização e na vertebração do território nacional as chaves para o desenvolvimento.